# China Global Television Network
A China Global Television Network (CGTN; chinês simplificado: 中国国际电视台, pinyin: Zhōngguó guójì diànshìtái or chinês simplificado: 中国环球电视网, pinyin: Zhōngguó Huánqiú Diànshì Wǎng), é um grupo de seis canais internacionais de televisão multi-língues detidos e operados pelo CMG.

## História
Todos os seis canais de televisão de língua não chinesa que eram de responsabilidade da CCTV International foram reinaugurados simultaneamente no dia 31 de dezembro de 2016, às 04:00 UTC (12:00 BJT), com o novo nome de CGTN. O CCTV-4, canal internacional em mandarim, não fez parte dessa mudança de marca, e continua sob comando direto da CCTV.[carece de fontes?]

## Críticas
Segundo a revista The Diplomat [en], a CCTV é usada para atacar os inimigos políticos do Partido Comunista da China. Em um artigo publicado em setembro de 2019, quando o governo comunista estava prestes a comemorar o 70.º aniversário no poder, em 1.º de outubro, a jornalista Sarah Cook relata que a emissora estatal não só havia intensificado seu apoio, ajudando a sustentar a legitimidade do partido e promover a reputação de seus líderes, como também ajudou a disseminar o que a jornalista chamou de "trabalho sujo", difamando e incitando o ódio contra os inimigos do partido.

## Canais
| Nome             | Idioma   | Data de Lançamento     | Nome anterior            |
| ---------------- | -------- | ---------------------- | ------------------------ |
| CGTN             | Inglês   | 20 de Setembro de 1997 | - CCTV-9 - CCTV News     |
| CGTN Español     | Espanhol | 01 de Outubro de 2007  | - CCTV-E - CCTV Español  |
| CGTN Français    | Francês  | 01 de outubro de 2007  | - CCTV-F - CCTV Français |
| CGTN العربية     | Árabe    | 25 de julho de 2009    | CCTV العربية             |
| CGTN Русский     | Russo    | 10 de Setembro de 2009 | CCTV Русский             |
| CGTN Documentary | Inglês   | 01 de Janeiro de 2011  | CCTV-9 Documentary       |

## Ligações Externas
- CGTN - Site Oficial